# Marlon Gregorio Vera
Marlon Gregorio Vera Solís (Guayaquil, 4 de septiembre de 1992) es un árbitro de fútbol ecuatoriano. Fue árbitro internacional FIFA entre 2020 y 2022.

## Trayectoria
Nació en Guayaquil en 1992, posee una licenciatura en preparación física, debutó en el año 2015 y es internacional FIFA desde 2020, así ha sido cuarto juez en partidos de Copa Conmebol Libertadores y Copa Conmebol Sudamericana, de igual manera ha dirigido varios partidos en el Campeonato Ecuatoriano de Fútbol y Copa Ecuador.
Uno de los partidos más importantes que dirigió fue la final del Campeonato Ecuatoriano de Fútbol 2019 entre Liga y Delfín. También fue designado para impartir justicia en los play-offs de la LigaPro Serie B 2019.
En el plano internacional debutó en torneos Conmebol como cuarto árbitro en el año 2020 en la Copa Conmebol Libertadores y Copa Conmebol Sudamericana. A finales de 2022 fue retirado de la lista de árbitros internacionales FIFA debido a sus polémicos desempeños en varios partidos del torneo nacional.

## Internacional
A nivel internacional en torneos Conmebol tuvo su debut en la temporada 2020 en la Copa Sudamericana.

### Participaciones en Copa Libertadores Sub-20
| Copa Libertadores Sub-20 de 2022 – Ecuador | Copa Libertadores Sub-20 de 2022 – Ecuador | Copa Libertadores Sub-20 de 2022 – Ecuador | Copa Libertadores Sub-20 de 2022 – Ecuador | Copa Libertadores Sub-20 de 2022 – Ecuador | Copa Libertadores Sub-20 de 2022 – Ecuador | Copa Libertadores Sub-20 de 2022 – Ecuador | Copa Libertadores Sub-20 de 2022 – Ecuador |
| Fecha                                      | Partido                                    | Sede                                       | Fase                                       | Amonestado                                 | Otorgado · Otorgado otra vez · Expulsado   | Expulsado                                  | Anotado · Penal                            |
| ------------------------------------------ | ------------------------------------------ | ------------------------------------------ | ------------------------------------------ | ------------------------------------------ | ------------------------------------------ | ------------------------------------------ | ------------------------------------------ |
| 7 de febrero de 2022                       | Newell's Old Boys 0 – 1 Guaraní            | Quito                                      | Fase de grupos                             | 8                                          | 0                                          | 0                                          | 0                                          |

### Participaciones en Juegos Suramericanos
| Fútbol en los Juegos Suramericanos de 2022 – Paraguay | Fútbol en los Juegos Suramericanos de 2022 – Paraguay | Fútbol en los Juegos Suramericanos de 2022 – Paraguay | Fútbol en los Juegos Suramericanos de 2022 – Paraguay | Fútbol en los Juegos Suramericanos de 2022 – Paraguay | Fútbol en los Juegos Suramericanos de 2022 – Paraguay | Fútbol en los Juegos Suramericanos de 2022 – Paraguay | Fútbol en los Juegos Suramericanos de 2022 – Paraguay |
| Fecha                                                 | Partido                                               | Sede                                                  | Fase                                                  | Amonestado                                            | Otorgado · Otorgado otra vez · Expulsado              | Expulsado                                             | Anotado · Penal                                       |
| ----------------------------------------------------- | ----------------------------------------------------- | ----------------------------------------------------- | ----------------------------------------------------- | ----------------------------------------------------- | ----------------------------------------------------- | ----------------------------------------------------- | ----------------------------------------------------- |
| 4 de octubre de 2022                                  | Paraguay 6 – 0 Perú                                   | Luque                                                 | Fase de grupos                                        | 1                                                     | 0                                                     | 0                                                     | 0                                                     |
| 6 de octubre de 2022                                  | Paraguay 1 – 1 Uruguay                                | Luque                                                 | Fase de grupos                                        | 6                                                     | 0                                                     | 1                                                     | 0                                                     |
| 8 de octubre de 2022                                  | Uruguay 1 – 1 Perú                                    | Luque                                                 | Fase de grupos                                        | 5                                                     | 0                                                     | 2                                                     | 0                                                     |

## Estadísticas
| Competición                                                                | Organizador | Años  | PD | Amonestado | Prom. | Expulsado | Prom. |
| -------------------------------------------------------------------------- | ----------- | ----- | -- | ---------- | ----- | --------- | ----- |
| Serie A de Ecuador                                                         | FEF–LigaPro | 2015– | 73 | 397        | 5,44  | 52        | 0,71  |
| Serie B de Ecuador                                                         | FEF–LigaPro | 2019– | 10 | 55         | 5,5   | 12        | 1,2   |
| Copa Ecuador                                                               | FEF         | 2022– | 2  | 9          | 4,5   | 0         | 0     |
| Supercopa de Ecuador                                                       | FEF         | 2021  | 1  | 6          | 6     | 1         | 1     |
| Copa Conmebol Libertadores                                                 | Conmebol    | 2021– | 1  | 7          | 7     | 0         | 0     |
| Copa Conmebol Sudamericana                                                 | Conmebol    | 2020– | 5  | 28         | 5,6   | 2         | 0,4   |
| Copa Conmebol Libertadores Sub-20                                          | Conmebol    | 2022  | 1  | 8          | 8     | 0         | 0     |
| Fútbol en los Juegos Suramericanos                                         | ODESUR      | 2022  | 3  | 12         | 4     | 3         | 1     |
| Total                                                                      | Total       | 2015– | 96 | 522        | 5,44  | 70        | 0,73  |
| Datos actualizados al último partido arbitrado el 31 de diciembre de 2022. |             |       |    |            |       |           |       |